# Tibeti fülesfácán
A tibeti fülesfácán vagy Harman-fülesfácán (Crossoptilon harmani) a madarak osztályának tyúkalakúak (Galliformes) rendjébe és a fácánfélék (Phasianidae) családjába tartozó faj.

## Előfordulása
Kína és India területén honos. A természetes élőhelye mérsékelt övi vegyes tűlevelű erdők és tisztások. Állandó, nem vonuló faj.

## Megjelenése
A testhossza 72 centiméter.